# Ева Хенгер
Ева Хенгер ((итал. Éva Henger), Ђер, 2. новембар 1972) је италијанска глумица мађарског порекла, модел, телевизијска личност и бивша порнографска глумица.

## Биографија

### Каријера

#### Почеци
Ћерка директора конзерваторијума и текстописца (који је такође компоновао песму за њу под називом, преведено на италијански, Da quando sei vada via )  и играчице класичног балета и smooth плесачице. Своју манекенску каријеру започела је са 14 година захваљујући мајци, која је послала неке од њених фотографија на такмичење лепоте - Фотомодел године (етимолошки: Fotomodella dell'anno), где се пласирала међу прве три такмичарке; након овог успјеха постала је заштитно лице у телевизијским рекламама за један ланац тржних центара.
Осамдесетих година 20. века бавила се и клизањем на леду и играла је рукомет на такмичарском нивоу у тиму који је освојио рукометно првенство Мађарске.  Са 15 година освојила је треће место на такмичењу лепоте у Мађарској и, поред снимања реклама на телевизији, почела је да ради и као коментатор за часописе, новине и периодичне публикације; Међу првима за које је радила били су Курир (етимолошки: Kurier) и Реформ (етимолошки: Reforme) (за овај други је писала и своју колумну).  Са 16 година учествовала је на такмичењу лепоте „Изглед године“.
Дипломирала је у Мађарској, посебно похађала Гимназију Отокар Прохаска, основна школа и вртић у Ђеру где је студирала плес, специјализирајући се за класичне плесове; Поред основних студија, Ева је осам година учила клавир, а две године је радила и као медицинска сестра.  Такође је водила куглану две године. У тим годинама дебитовала је као глумица у неким немачким телевизијским драмама, а међу најпознатијим серијама у којима је учествовала била је Дерик.

#### 1989−1994
Са само седамнаест година, изабрана је за Мис Тинејџер Мађарске 1989. године у Мађарској. Следеће године је освојила друго место на такмичењу „Краљица Угарске„ у Будимпешти;  и изабрана је за Мис Алпе Адрије 1990. године у Филаху, у Аустрији. Године 1990. ангажовала ју је италијанско-мађарска агенција Blue Angels (Плави анђели), чији је суоснивач био Рикардо Скики, ангажман је обухватао разне рекламне и манекенске послове, али не и голотињу. Први посао са Рикардом Скикијем као фотографом датира из раних 1990-их: то је било снимање женских актова за часопис Playmen. Ради широм света, углавном у европским земљама, посебно у Источној Европи, односно Мађарској и Аустрији, али и у Немачкој, Француској и Италији.
Када се преселила у Италију, интензивирала је сарадњу са Рикардом Скикијем, за којег се касније удала, и почела је да наступа у клубовима агенције Diva Futura (Будућа дива), у којој је Рикардо Скики такође био суоснивач, али и у другим клубовима са плесом у крилу широм Италије. У неколико својих наступа Ева користи новчанице, тачније америчке доларе са својим ликом. Такође ради као ди-џеј; помаже свом мужу у режији и фотографији, чак и у хард-кор филмовима. Истовремено, дебитује је у порнографији под вођством свог мужа; Њен деби је био у филму Рока Сифредија 1993. године, али никада није било сексуалних сцена због договора који је Ева склопила са својом пријатељицом Рожом Таси. У међувремену, деведесетих година, као манекенка носила је на писти одјећу италијанских брендови Кјара Бони, Фенди и други.  Поред манекенства, позира за насловне стране часописа широм света, као и мноштво фото сесија за бројне часописе, посебно у Јужној Америци. Управо у Латинској Америци, тачније у Перуу, биће бодитељка програма „Cin cin“ који се емитовао на перуанској телевизији. Од тих година па надаље почела је да позира за разне часописе широм света: Playboy, Maxim, Playmen, Max, Excelsior, Boss Magazine, часопис Diva Futura, Penthouse, Blitz, Le Ore и многе друге.

#### 1995−1998
Године 1995. позирала је за календар часописа Penthouse; Исте године је међу протагонистима књиге „Outrageous Discretion“ Рикарда Скикија коју је објавила издавачка кућа Арбор. Наредне године била је међу ликовима документарног филма „Camerini ardenti“ у режији Пјетра Бале и Монике Репето, који је представљен на 14. филмском фестивалу у Торину (ТФФ) . Наредне године, 1996. дебитовала је у комедији Fantozzi - Il ritorno (Фантоци - Повратак) у режији Нерија Парентија. Свој први сингл Ooh Yeah са пратећим музичким спотом снимила је 1998. године. Исте године је дио глумачке поставие филма „ A Song for Eurotrash“, у режији Питера Стјуарта. Такође 1998. године била је главни лик стрипа „Le aventure ermetiche di Eva Henger“, који је на захтјев Рикарда Скикија, нацртао Ђузепе Ди Бернардо у сарадњи са Јакопом Брандијем по идеји Марка Бјанкинија, а који је објављиван у наставцима у часописима „Diva Futura“. Исте године је играла главну улогу у филму Un mostro di nome Lila (Чудовиште по имену Лила), у режији Енрика Бернарда. Од филмских сцена направљен је календар за 1999. годину. Исте године је глумила и у филму „Il fantasma“ у режији Џоа Д'Амата. Ово је еротска и романтична верзија романа „Фантом из опере“, аутора Гастона Леруа. Следеће године је играла главну улогу у филму „I sogni proibiti di Lila“ (Лилини забрањени снови), у режији Енрика Бернарда. Последњих година је учествовала на путујућем сајму еротских представа као што је турнеја Еротика.

#### 1998−2005
Њена порнографска филмографија обухвата 27 филмова. Ева Хенгер је касније открила да је снимила само четири порнографска филма, а да су остали направљени поновним коришћењем сцена из та четири. Иако је напустила свијет порнографије, филмови које никад није снимила и даље се објављују, понекасд са глумцима са којима никад није била на сету. Године 2025. добила је на суду људе који су њена четири филма користили да направе нове, рециклирајући старе сцене.  Уместо порно глумице, она своју каријеру глумице усмјерава на друге жанрове, којима се већ паралелно бавила. И даље наставља радити као модел, позирајући за разне часописе. Штавише, од 1998. до 2008. године Ева је позирала а 15 секси календара које је израдила Diva Futura, а фотограф многих њених слика, укључујући и за календаре, био је Рикардо Скики.
Између 2000. и 2010. године учествовала је у три издања емисије „Ciao Darwin“ на Каналу 5. Од 2000. до 2002. године била је у глумачкој постави емисије „Милано-Рома“ на каналу Раи 2. Од 2000. до 2005. године водила је радио програм „Due di notte“ на Раи радију 2;  У тим годинама је почела да ради и као инфлуенсер.
Године 2001. играла је главну улогу, Регину, у филму „Il giuoco dei sensi“ (игра чула) у режији Енрика Бернарда. Глумила је и у филму „E adesso sesso“ (А сада секс) у режији Карла Ванцине и учествовала је, у Великој Британији, у емисији „Eurotrash“ на Каналу 4. Штавише, 2001. године, Ева се придружила Енрику Бертолину и Наташи Стефаненко у емисији Convenscion на Rai 2. Потом је уследила емисија Superconvenscion, а следеће године Convenscion a colori и Convenscion Express поново на Rai 2. У оквиру ових програма, где је такође играла улогу анкетара. Појавила се и у ситкому Зовво где је глумила Зовову жену. Зова је глумио Тулио Соленги. Током 2001. године је водила емисију „Eva contro Henger “ (Ева против Хенгер) на каналу My-Tv, који је поред тога што је био телевизијски канал сматран и веб телевизијом,  и учествовала је, на каналу Rai 2, у емисији „Stracult “ (где је режирала разне кратке филмове режисера као што су Дино Ризи или Лучано Емер), у улози госпође Фотенберг поред Макса Торторе и Макса Ђустија; и даље у оквиру Стракулта, она је такође у глумачкој постави ситкома Max-G Hunter Production. Године 2001, такође је учествовала у емисији Furore на Rai 2; и поново на Rai 2, 2002. године, налазимо је у Stracult Redux-у. У спортској сезони 2001-2002 спонзорисала је „Палаволо Палермо“, женски одбојкашки клуб у Серији А1. Године 2002. била је у глумачкој постави филма Банде Њујорка, који је режирао Мартин Скорсезе.Заједно са њом глуми и њена ћерка Мерцедес, која носи мајчино презиме. Мерцедес ће са мајком наставити да ради и у другим приликама. Исте године је глумила, у улози госпође Фотенберг, у филму L'ispettore Derrick… e Harry! (Инспектор Дерик... и Хари!) у режији Давида Емера. Између 2002. и 2003. године учествовала је у емисији „Cocktail d'amore“ на радио станици Rai 2. Године 2003. учествовала је у емисијама „Libero“ и „Tv Zone“ Оба програма су емитована на каналу Раи 2, а за исти канал поново је учествовала у емисији „Стракулт“ где је такође био део глумачке екипе ситкома „Argoss - The Fantastic Superman“. Године 2003. глумила је у документарно-фикцијском филму „La dolce via“ (Слатки начин), средњеметражном филму у режији Марка Колија. Године 2004. била је домаћин емисије „Ева и бонтон греха“ на студију Универзал. Између 2004. и 2005. године учествовала је у телевизијској емисији Cronache marziane на телевизији Italia 1. Враћа се глумачком послу под режисерском палицом Карла Ванзине и 2004. године, придружује се екипи филма „Le barzellette “,а 2005. године глуми у филму „Il ritorno del Monnezza“. Такође 2005. године глуми у филму„Tutti all'attacco“ у режији Лоренца Вињола.

#### 2005−2008
Године 2005. била је једна од такмичарки у другом издању ријалити програма La fattoria, који је водила Барбара Д'Урсо, а емитован је на Каналу 5. Дошла је до полуфинала. Заједно са Габибом (маскота Канала 5) је 2005. водила је телевизијску емисију Paperissima Sprint на Каналу 5, постајући миљеница деце. Исте године, учествовао је и у Domenica in на Раи 1. Од 2005. године, појављивала се у музичким спотовима других певача.
У кућу Великог брата (Grande Fratello) ушла је 2006. на посебан недељни тест: подучавање деце мађарском језику. Исте године је глумила у четири филма: Nemici per la pelle Роселе Друди, AD Project Ероса Пуљелија, глуми главну јунакињу Лилу у La natura di Lila (Лилина природа) Енрика Бернарда и игра улогу Инге у Parentesi tonde (Округле зграде) Микелеа Лунела. Свој други сингл под називом My Heart Is Dancing објављује 2006. године. За овај сингл објављен је и музички спот. Током исте године имала је једну од главних улога у филму „Una settimana di risate“ (Недеља смеха), са Максом Тортором, а у режији Дејвида Емера. Са ћерком Мерцедес учествује у Festival Show 2006. као певачица и плесачица. и има водећу улогу у кратком филма „Il gioielli“, у режији Стефана Калвање;  такође је водитељка „Festival Show di Capodanno 2006-2007“ (Новогодишњег фестивала 2006-2007).
Од 2006. до 2008. године учествовала је у емисији „Saturday Night Live“ на каналу Italia 1, која је такође емитовала „The Bang“, полицијски ситком у којој је глумила заједно са Енцом Салвијем. Заједно са Алесандром Чекијем Паонеом је домаћин у емисији Azzardo и учествује у емисији Lucignolo. Исте године глумила је, заједно са Енцом Салвијем, у ситкому „Le aventure di Diabetik“ (Авантуре дијабетичара), а снима свој трећи и четврти сингл: „ Quando te quiero“ и „Romantica“, на четвртом синглу сарађује са Малом.Исте године јој је додељена награда „Cinefestival Salerno Prize“ (Награда филмског фестивала Салерно  и „Premio speciale della direzione del Festival“ (Специјална награда Управе фестивала), обе током 61. Међународног филмског фестивала у Салерну;  такође учествује на Фестивалској изложби 2007. године. Године 2008. глумила је три филма и то: Џесику у Torno a vivere da solo (Враћам се да живим сам) Џерија Калае, Ленку у Bastardi (Копилад) Федерика Дел Цопа и Андреса Алцоа Мелдонада и Лорену у Guardando le stelle (Гледајућу у звезде) Стефана Калвање. Учествује и у кулинарском талент-шоу „Chef per un giorno“ Алесандра Боргезеа, била је говорница на Телефилмском фестивалу  и била је у глумачкој постави емисије „Cocktail d'amore Zip“ која се емитовала на RaiSat Premium. Такође 2008. године, заједно са ћерком Мерцедес, добила је признање Пајпер клуба.

#### 2008−2012
Од 2008. до 2023. године била је редовна коментаторка на „Pomeriggio Cinque“, а од 2009. до 2012. на „Domenica Cinque“, након тога, од 2012. до 2021. године, постала је редовни коментатор и на „Domenica Live“; све програме је водила Барбара Д'Урсо на Каналу 5. Од 2009. до 2012. године била је коментаторка у емисији „Mattino Cinquе“, коју је водила Федерика Паникучи на Каналу 5.
Године 2009. снимила је свој пети сингл „Lost Love“; Објављен је и мини-албум са истим насловом који садржи, поред песме „Lost Love“ и песму „Circle“ у различитим верзијама,   Исте године је урадила је календар на Малдивима док је била трудна са својим трећим дететом Џенифер. Године 2010. вратила се у Стракулт на Раи 2 са кратким филмом La performance dei morti viventi у којем је глумила. Учествује у пројекту „Top Secret“ на Rete 4 и снима, заједно са Dr. Feelx-ом, свој шести сингл, „Parole parole“, обраду песме Мине.  Године 2011, појавила се и на насловној страни италијанског часописа Playboy,  већ је позирала за часописе Плејбој и у другим земљама. Године 2012. позирала је за календар  и играла Анђелику у филму „Fallo per papà“, у режији Чира Черутија и Чира Вилана; била је водитељка емисије „Hobby“ на телевизији Vero„ и учествовала у документарном филму „Il Signore del porno-Riccardo Schicchi “ (Порно господин - Рикардо Скики), у режији Алберта Д’Онофрија. Такође 2012. године, глуми у кримићу (по коме је и филм снимљен) „Roma nuda“, у улози грофице, у режији Ђузепеа Фераре; Филм остаје недоступан широј јавности осим приватне пројекције која се одржала у Риму 2012. године.

#### 2012−2018
Наставља своју улогу коментатора програма у новинама Videonews које води Барбара Д'Урсо. Од 2012. до 2015. године, на Веру, био је домаћин оба издања емисије Pescati dalla rete и три издања емисије Pescati dalla rete - Божићно издање; У оба програма учествује њена ћерка Џенифер. Године 2013, Дебора Атаназио, секретарица Рикарда Скикија, објавила је књигу „Non dite alla mamma che faccio la segretaria - Memorie di una ragazza normale alla corte del re dell'hard“, (Немој рећи мајци да сам секретарица - Мемоари обичне девојке на двору краља Харда) коју је објавила издавачка кућа Sperling & Kupfer, у чијој нарацији је Ева Хенгер међу ликовима. Исте године објављује свој седми сингл „Tum cha cha“ са пратећим музичким спотом и гостује у емисији „La Mala EducaXXXion“ на каналу LA7d. У тим годинама глумила је у разним кратким филмовима сарађујући са студентима филмске академије. Године 2015. учествовала је у Cantando ballando на Canale Italia, као певачица. Године 2016. била је у глумачкој постави филма Habemus film - Perugia oggi (Имамо гилм - Перуђа данас), који су режирали Роберто Горачи и Алесио Ортика, а приход од продаје је дониран у добротворне сврхе. Од 2016. до 2018. године учествовала је на Vip Champion- у на 361tv где се такмичила у синглу и дублу (са супругом Масимилијаном Каролетијем ) у тенису, где је и победила, као и у кошарци. Између 2017. и 2018. године била је стална коментаторка веб програма Casa Signorini на 361tv. Године 2018. била је једна од такмичарки тринаестог издања емисије „L'isola dei famosi“, ријалити програма који је водила Алесија Маркуци на Каналу 5.

#### 2019−2024
Наставља своју активност као коментатор поподневног програма у новинама Videonews, које води Барбара Д'Урсо. Од 2019. до 2020. године била је коментатор у емисији „Live - Non è la D'Urso“, коју је водила Барбара Д'Урсо на Каналу 5. Године 2019. снимио је сингл са Sciarra „Come Adamo ed Eva“  за који су 2020. године објављена два музичка спота. 
Године 2020, глумила је и у кратком филму „Il postino sogna sempre due volte“ у режији Рока Марина, за који је награђена наградом „Cinema Exhibitors' Award“ на 19. филмском фестивалу у Виљамару. Године 2022, заједно са ћерком Мерцедес, била је судија у емисији „Lollapalooza Got Talent“ у Шарм ел Шеику. Наредне године 2023, заједно са ћерком Мерцедес, учествовала је у ток-шоуу Il salotto delle celebre - Sanremo 2023. Године 2023, објављен је сингл Influencer (издање „Sfrizzami“) Саре Томази, који је отпевала заједно са Евом Хенгер и Франческом Чипријани. Године 2023. била је водитељка такмичења лепоте „Miss Woman Beauty Contest - World Edition“ и била је протагонисткиња, глумећи саму себе, у филму „Тик ток“ у режији Давидеа Сковаца. Добија награду за каријеру током „Наполијског филмског фестивала“ и награду „Hirpus d'oro speciale“ током „Међународног филмског фестивала Ариано“; Такође је, заједно са супругом Масимилијаном Каролетијем и ћерком Џенифер, награђена „Premio speciale - Il salotto delle celebrità - Venezia 2023“, за ток-шоу у коме је била дио глумачке поставе. Такође 2023. године учествовала је у Essere Moana - Segreti e misteri, (Бити Моана - тајне и мистерије), документарном филму о животу Моане Пози, у режији Алесандра Галуција, Флавије Триђани и Марине Лои. Следеће године, заједно са ћерком Мерцедес, учествовала је у документарно-ријалити емисији „Il salone delle celebre di Federico Fashion Style“ на каналима Real Time и Discovery+. Такође 2024. глумила је са својом ћерком Мерцедес у ТВ серији Sartù, il sorriso è servito. Исте године објављена је и фотографска збирка „Италијанска забава“ са снимцима фотографа Летиције Ђамбалво и Виталијана Наполитана, коју је објавила издавачка кућа 89Books, а која се састоји од 180 снимака великих звезда из Рима , међу којима је и Ева Хенгер. Године 2024. приближила се свету писања сценарија надгледајући причу и сценарио за кратки филм „Pin Hacked“ Андреа Д'Емилија, кратки филм у којем је такође била секретарица продукције и бринула се о кастингу. Снима се и филм „Diva Futura“, који је режирала Ђулија Штајгервалт, а фокусира се на лик Рикарда Скикија и агенцију „Diva Futura“; где Еву Хенгер игра хрватска глумица Теса Литван. 

#### 2024−данас
Године 2024. дебитовала је на међународном нивоу у области сценаристике, заплета, обраде и сценарија за међународни психолошки трилер „Уговор“, играни филм на енглеском језику у режији Масима Паолучија;  У филму дебитује и као асистент режије и брине се о кастингу. За филм „Уговор“ добила је, у студију Чинечита, награду за креативност од стране регије Лацио, са образложењем: „част за иновацију и оригиналност у сценарију филма“.
У фебруару 2025. године, у данима након објављивања филма „Diva Futura“ у режији Ђулије Луиз Штајгервалт, Дебора Атаназио је објавила књигу „Diva Futura“ у издању Sonzogno, у чијој нарацији се Ева Хенгер појављује међу ликовима. У истом временском оквиру за 30. годишњицу првог објављивања 1995. године, 2025. године биће објављено ново издање дела Рикарда Скикија „ Oltraggio al pudore“, које ће приредити Ева Хенгер за MTS Edizioni, са предговором Деборе Атаназио и поговором Еве Хенгер са епилогом састављеним од поглавља која одражавају интимнију и личнију перспективу.
Од марта 2025. водила је подкаст Il salotto di Eva Henger - Bisturi e bellezza. Године 2025. дебитовала је и као редитељка играним филмом Quella brava ragazza, за који је написала и сценарио.

### Приватност
Са 17 и по година упознала је Рикарда Скикија у Италији, а касније су се поново срели у Мађарској. Њих двоје су почели да раде заједно када је имала 18 година, 1990. године, на пословима који нису укључивали голотињу. У интимној вези од 1992. године, одлучили су да оду и живе заједно у Риму.
У међувремену, 18. августа 1991. године у Ђеру је родила своју прворођену ћерку Мерцедес. У време порођаја, веза између Еве Хенгер и њеног партнера Јелинека је била завршена већ неколико месеци. У почетку је ћерка требала да носи само мајчино презиме, али њен отац, како би избегао затвор због правних проблема, тражи да је призна, чиме користи права новопечених родитеља предвиђена у Мађарској.
Мерцедес је одрасла искључиво са мајком, али је Ева законски имала заједничко старатељство над ћерком са Јелинеком; што је значило да документи морају имати потпис оба родитеља и то Јелинек користи да тражи новчане суме у замену; такође је тражио финансијску надокнаду у замену за одрицање од родитељског старатељства над ћерком у корист Рикарда Скикија, али након што је примио новац не појављује се на рочишту.
Године 1994, Ева Хенгер је одлучила да тужи свог бившег партнера Јелинека због његовог понашања, узимајући у обзир и неплаћање издржавања детета од рођења. Иако Јелинек никада неће плаћати издржавање детета, Ева добија ексклузивно старатељство. Анаграфски подаци за њену ћерку су Мерцедес Јелинек Скики (Јелинек је заправо презиме њеног биолошког оца). Рикардо је желео да његова ћерка буде призната као његова у сваком погледу, чувајући тако тајну биолошког очинства; Мерцедес је 2019. године је објавила све ово (због неких новина које су откриле причу), истичући да је за њу једини отац и даље Рикардо. Ева Хенгер и Рикардо Скики су се венчали у Риму 19. јануара 1994. године, а из њиховог брака рођен је Рикардо Белтаим Млађи 22. децембра 1994. године у Риму.
Дана 9. децембра 2012, Ева је саопштила вијест о смрти свог супруга Рикарда Шикија, Клементеу Мимуну, који је пренео вест. Иако су Ева Хенгер и Рикардо Скики неколико година водили одвојене животе, никада није дошло до законског развода; Ева је остала уз Рикарда Скикија до краја.
Од 2005. године је у романтичној вези са продуцентом Масимилијаном Каролетијем (кога је упознала 4 године раније на отварању породичног ланца велнес центара) , са којим је добила ћерку Џенифер, рођену 12. априла 2009. у Риму (чија је кума Барбара Д'Урсо ). Пошто је још увек била законски удата за Рикарда Скикија, овај други је морао да оде у матичну службу да потпише одрицање од очинства када се дете роди. Ева Хенгер и Масимилијано Каролети венчали су се у Риму 14. априла 2013. Пар се поново венчао на Малдивима 13. марта 2019. године. Године 2022, у Мађарској је доживела саобраћајну несрећу, заједно са својим супругом Масимилијаном Каролетијем. Аутомобил којим је управљала Ева имао је чеони судар (а потом и у бочни судар) због аутомобила који је ризично претицао. Пар који се налазио у ауту погинуо је на лицу мјеста. Ева је претрпела 11 прелома костију и оштећења разних органа осим јетре. Године 2025. добила је судски случај против оних који су направили више порнографских филмова рециклирањем сцена, монтажом и исецањем из њена једина 4 филма која је снимила.

### Компаније
Након смрти Рикарда Скикија, оснивача и власника Дива Футуре, у Риму 9. децембра 2012. године, бренд Diva Futura, све што је повезано са њим и остала имовина постали су власништво његове супруге Еве Хенгер и његове деце Мерцедес и Рикарда млађег. Diva Futura је затворена 2021. године са основним капиталом од 20.000.000,00 евра. Ева Хенгер и њена деца задржавају ауторска права и права на каталог филмова; посебно Ева чува архиву у Кампањано ди Рома.
Године 2007, заједно са супругом Масимилијаном Каролетијем, са којим више пута сарађивала, основала је „Anteprima Eventi Production e Management“, компанију за продукцију филмова, видео и телевизијских програма.

### Филантропија
Од почетка своје каријере учествовао је у разним иницијативама солидарности, друштвеног ангажмана и добротворних активности. Од 2005. године подржава Националну лигу за одбрану паса. Као вјечита заговорница права животиња, деведесетих се скинула испред Палате Монтечиторио у одбрану злостављаних паса.Често је покровитељка догађаја против насиља над женама и подржава права ЛГБТ заједнице.

### Судски поступци
У априлу 2006. године, заједно са супругом Рикардом Скикијем и агенцијом Diva Futura, осуђена је на 4 године затвора због криминалног удруживања усмереног на илегалну имиграцију и експлоатацију проституције. Њих двоје осуђени су због тога што су доводили илегалне имигранте из Мађарске да раде у римским клубовима где су повремено изводиле уживо сексуални чин и састајале се са клијентима. Без обзира на условну казну, судије су по жалби смањиле казну на 2 године и 2 месеца, уважавајући олакшавајуће околности. Потом су судије Трећег кривичног одељења Касационог суда су одустале од кривичног дела удруживања (злочиначко удруживање усмерено на илегалну имиграцију и експлоатацију проституције). Увек се изјашњавајући да није крива,  тврдила је да плаћа цијену што је била супруга Рикарда Скикија.